# Maesa hupehensis
Maesa hupehensis är en viveväxtart som beskrevs av Alfred Rehder. Maesa hupehensis ingår i släktet Maesa och familjen viveväxter. Inga underarter finns listade i Catalogue of Life.